# Томаш Клобучњик
Томаш Клобучњик (слч. Tomáš Klobučník; Топољчани, 21. јун 1990) словачки је пливач чија специјалност су трке прсним стилом на 100 и 200 метара. Вишеструки је национални првак и рекордер у великим и малим базенима, учесник светских и европских првенстава и Олимпијских игара. У два наврата је проглашаван за пливача године (2009. и 2011) у избору Словачког пливачког савеза.